# Люби их всех
«Люби́ их всех» — российский драматический триллер Марии Агранович. Участник конкурсной программы «Кинотавр-2019». Премьера фильма в России состоялась 3 октября 2019 года.

## Сюжет
Фильм рассказывает о девушке, являющейся одновременно содержанкой, превосходной актрисой и ловкой мошенницей, которая всегда имеет план, а также способность вовремя от него уходить и любить всех, с кем связывается.

## В ролях
| Актёр               | Роль     |
| ------------------- | -------- |
| Алёна Михайлова     | Вера     |
| Александр Кузнецов  | Дима     |
| Сергей Гармаш       | Глеб     |
| Александр Тронов    | Саша     |
| Александра Киселёва | Наташа   |
| Кирилл Сафонов      | Анатолий |